# Hoplotriclis artemisicola
Hoplotriclis artemisicola is een vliegensoort uit de familie van de roofvliegen (Asilidae). De wetenschappelijke naam van de soort is voor het eerst geldig gepubliceerd in 1969 door Lehr.